# Chase (hudební skupina)
Chase je americká jazz rocková kapela, která byla založená na začátku sedmdesátých let v Las Vegas v Nevadě. Skupinu založili v roce 1970 vysloužilí jazzoví trumpetisti Bill Chase, Ted Piercefield, Alan Ware a Jerry Van Blair, kteří se ovšem zaměřili i na zpěv a aranžování. Doprovázela je rytmická sekce, již tvořili klávesista Phil Porter, kytarista Angel South, baskytarista Dennis Johnson a bubeník Jay Burrid. Kapelu doplnil Terry Richards, který byl představen jako vedoucí zpěvák při vydání prvního alba.
Debutové eponymní album Chase bylo vydáno v dubnu roku 1971 a stalo se nejúspěšnějším albem historie kapely. Deska obsahovala jazzový hit „Get It On“, který se umístil na 24. pozici žebříčku Billboard Hot 100. Jim Szantor z časopisu Downbeat o písni napsal, že je „puncem umění dechového souboru Chase; doslova vodopádem tónů a skvělé techniky hraní na trumpetu“, časopis posléze označil debutové album kapely za jedno z deseti nejlepších vydaných roku 1971. Úspěch singlu přinesl kapele nominaci na cenu Grammy v kategorii Objev roku za rok 1971, kterou ovšem nakonec získala Carly Simon.

## Diskografie
- 1971: Chase
- 1972: Ennea
- 1974: Pure Music
- 1977: Watch Closely Now